# Langham Place (Londres)

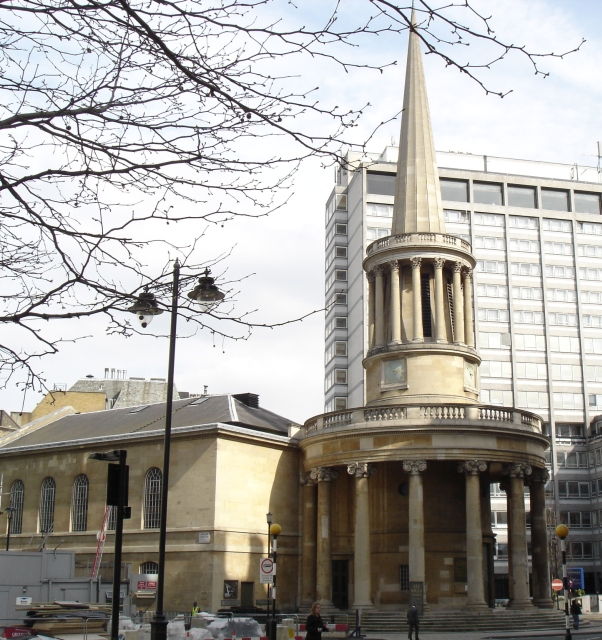
La Iglesia de Todas las Almas.

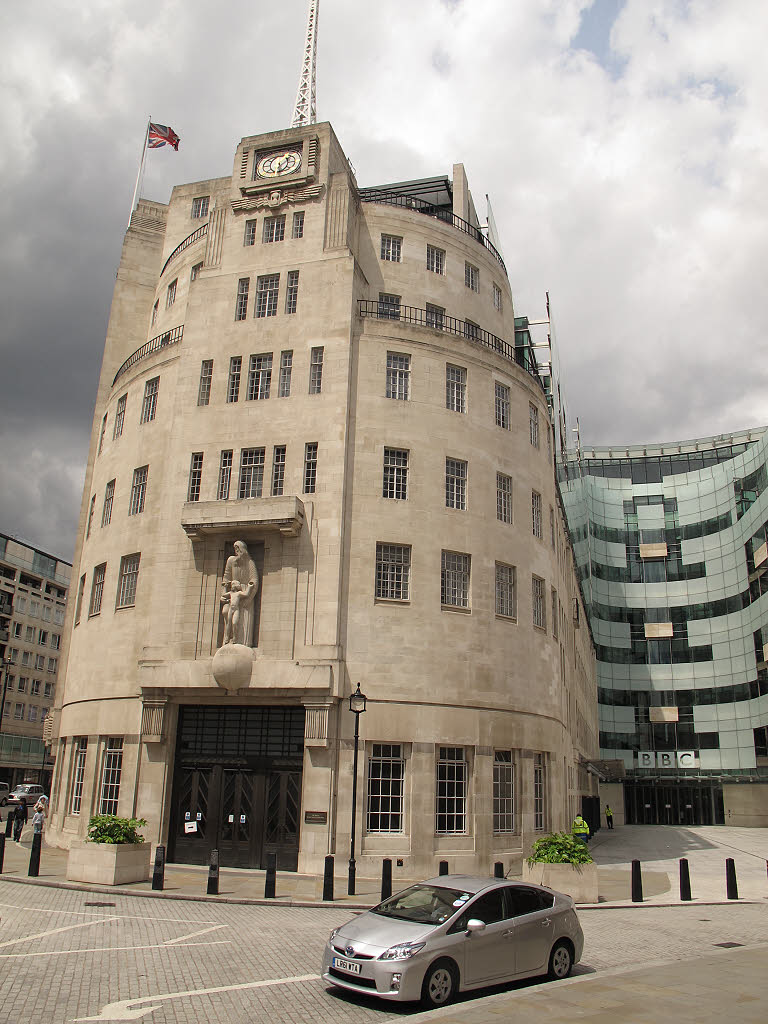
La Broadcasting House, sede de la BBC, situada en Langham Place y Portland Place.

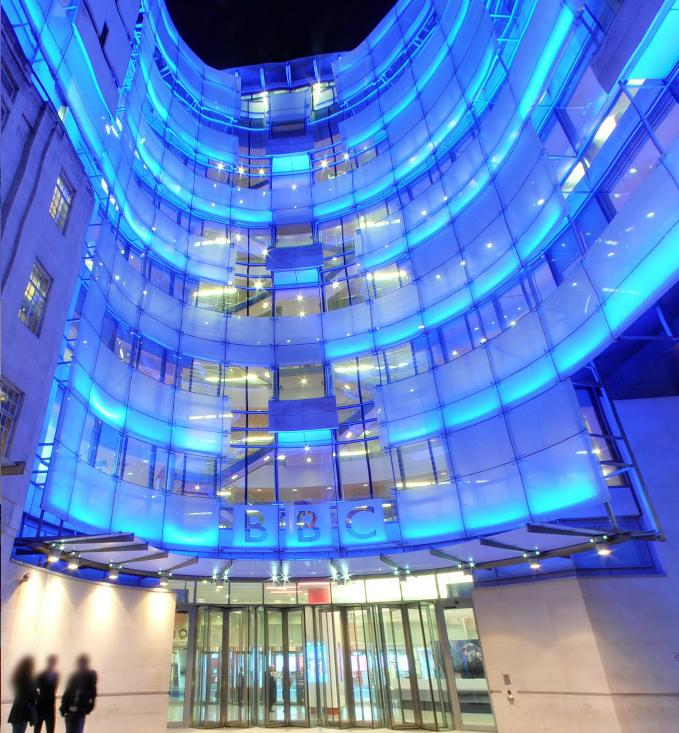
La emblemática fachada del BBC News Centre en New Broadcasting House.

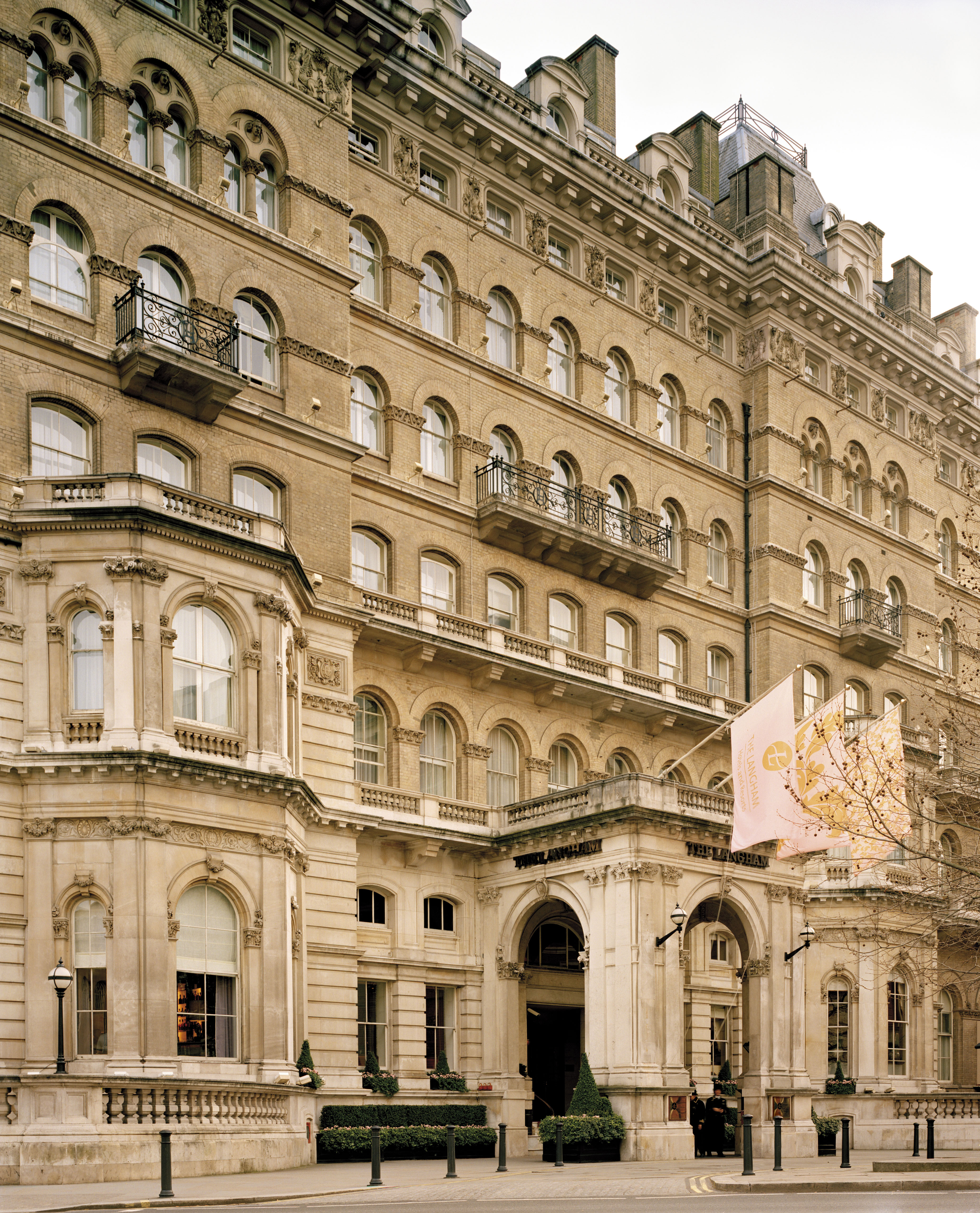
El Langham Hotel en Langham Place.

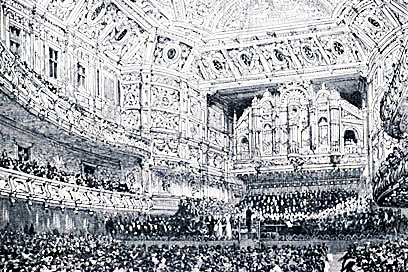
El interior del Queen's Hall en 1893.

Langham Place es una calle situada en el barrio de Westminster de Londres, Reino Unido. Conecta Portland Place al norte con Regent Street al sur, en el West End de Londres.

## Edificios
Hay varios edificios importantes en Langham Place, incluida Iglesia de Todas las Almas, Broadcasting House y el Langham Hotel. Queen's Hall también se situaba aquí hasta su destrucción en 1941 en la Segunda Guerra Mundial.
La zona está asociada con el arquitecto John Nash, aunque todos sus edificios originales excepto la Iglesia de Todas las Almas han sido derribados.

### Iglesia de Todas las Almas
La Iglesia de Todas las Almas (All Souls Church), situada al final de Regent Street, justo al sur de Broadcasting House, es una iglesia con un característico pórtico circular coronada con un chapitel de piedra. Completada en 1823 y consagrada en 1824, es el único edificio de la zona diseñado por John Nash que se conserva.

### Broadcasting House y New Broadcasting House
La sede de la BBC, Broadcasting House, situada cerca del final de Regent Street, fue construida en los años treinta en estilo art déco. Fue diseñada por el arquitecto George Val Myer. Varias emisoras de radio nacionales de la BBC emiten su señal desde el edificio. En 2005 se construyó New Broadcasting House, sede del BBC News Centre (Centro de Noticias de la BBC), y se usó por primera vez para emitir señales en 2013.

### Langham Hotel
El Langham Hotel, situado en el lado oeste de Langham Place, fue construido entre 1863 y 1865 con un coste de 300 000 libras. Es uno de los hoteles de estilo tradicional más importantes de Londres.

### Queen's Hall
Queen's Hall fue una sala de conciertos de música clásica situada en Langham Place. Abrió en 1893 pero fue destruido por una bomba incendiaria en 1941. Es conocida por ser donde Robert Newman fundó los Promenade Concerts ("Proms") junto con Henry J. Wood en 1895.